# Londonderry (hrabstwo)
Londonderry lub Derry (irl. Contae Dhoire lub Doire – „drewno dębowe”) – jedno z sześciu hrabstw położonych na wyspie Irlandii w prowincji Ulster, wchodzących w skład brytyjskiej Irlandii Północnej. Położone w północnej części wyspy. Hrabstwo graniczy z hrabstwem Donegal (Irlandia) na zachodzie, Tyrone na południowym zachodzie, Antrim na wschodzie, oraz z Armagh przez Lough Neagh na południu.
Stolicą hrabstwa jest miasto Derry.
Nazwa hrabstwa jest kwestią sporną, podobnie jak nazwa jego stolicy – nacjonaliści oraz mieszkańcy Republiki Irlandii używają nazwy Derry, z kolei zwolennicy pozostania Irlandii Północnej w Zjednoczonym Królestwie preferują nazwę Londonderry. W mieście używa się obu nazw naprzemiennie.